# Alton Towers
Alton Towers es un parque temático del Reino Unido, que tuvo 2 millones visitantes en 2016, siendo el segundo más visitado del Reino Unido tras Legoland Windsor y el decimosegundo de Europa. Se encuentra al norte del pueblo de Alton, en Staffordshire, Inglaterra, en los terrenos de una casa de campo neogótica conocida como Alton Towers, hoy en estado de semirruina. Anteriormente se llamó Merrie England ("Alegre Inglaterra").
Algunas de las atracciones más conocidas son las montañas rusas Nemesis, Oblivion y The Smiler. Esta última con 14 inversiones, ostentando el récord en mayor número de inversiones en una montaña rusa.

## Atracciones por áreas temáticas

### CBeebies Land
- Big Fun Show Time
- CBeebies Land Photo Studio
- Charlie and Lola's Moonsquirters & Green Drops
- Get Set Go Tree Top Adventure
- Go Jetters Vroomster Zoom Ride
- In The Night Garden Magical Boat Ride
- Justin's House Pie-O-Matic Factory
- Numtums Number-Go-Round
- Octonauts Rollercoaster Adventure
- Peter Rabbit Hippity Hop
- Postman Pat Parcel Post
- Something Special Sensory Garden
- Tree Fu Tom Training Camp

### Cloud Cuckoo Land
- Cuckoo Cars Driving School

### Dark Forest
- Rita
- TH13TEEN

### Forbidden Valley

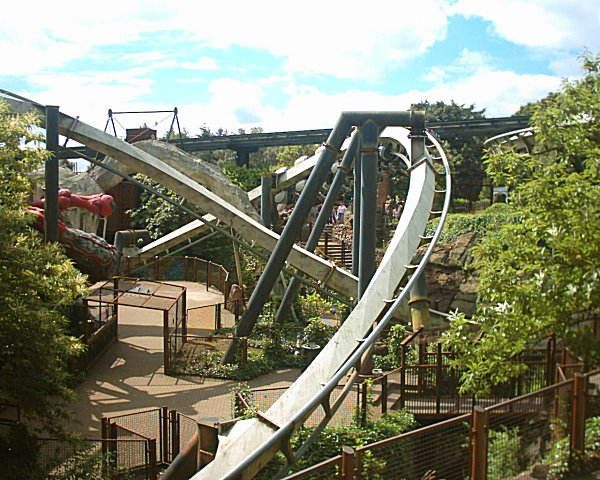
Nemesis

- Galáctica
- Nemesis

- The Blade

### Gloomy Wood
- Duel: The Haunted House Strikes Back
- Haunted Hollow

### Katanga Canyon
- Congo River Rapids
- Runaway Mine Train

### Mutiny Bay
- Battle Galleons
- Heave Ho
- Marauder's Mayhem
- Sharkbait Reef by SEA LIFE
- Wicker Man

### The Towers
- Hex - The Legend of the Towers
- Skyride
- Spinball Whizzer
- The Alton Towers Dungeon
- The Gardens
- The Towers

### X-Sector
- Enterprise
- Oblivion
- The Smiler